# Paralimna pilosa
Paralimna pilosa är en tvåvingeart som beskrevs av Bock 1988. Paralimna pilosa ingår i släktet Paralimna och familjen vattenflugor. Inga underarter finns listade i Catalogue of Life.